# Paulo Azzi
Paulo Daniel Dentello Azzi (Bragança Paulista, 15 luglio 1994) è un calciatore brasiliano, difensore o centrocampista del Monza.

## Caratteristiche tecniche
Inizialmente nacque come attaccante, per poi adattarsi a giocare prima come terzino (sia a destra che a sinistra), poi come esterno di centrocampo.

## Carriera

### Club

#### Giovanili
Nato a Bragança Paulista, Azzi è entrato a far parte del settore giovanile del Paulista nel 2008 all'età di 13 anni. Nel luglio 2013, è stato promosso in prima squadra in vista della Copa Paulista di quell'anno. Ha totalizzato anche tre presenze nella competizione, tutte entrando dalla panchina.

#### Carriera professionistica
Il 31 gennaio 2014, Azzi è passato ufficialmente al Cittadella, club di Serie B. Il 15 marzo seguente ha esordito tra i professionisti facendo un assist al compagno Juan Surraco nella vittoria casalinga contro il Carpi. Sette giorni dopo, il giocatore ha messo a segno la sua prima rete per il club, segnando il secondo gol della vittoria per 4-0 contro il Padova.
Il 28 agosto 2015 passa in prestito allo Spezia. La sua esperienza con il club bianconero di appena cinque mesi lo vedrà scendere in campo in una sola occasione, subentrando nella gara pareggiata per 1-1 contro il Como. Questa rimarrà la sua prima ed unica presenza con il club che deciderà di interrompere il prestito dalla Tombense il 29 gennaio 2016 per poter sbloccare il suo trasferimento in prestito al Pavia. Esordirà il 6 febbraio in una gara contro il Cuneo vinta per 2-0. Il 27 febbraio seguente ha fornito il suo primo assist in una gara vinta in trasferta contro il Pro Piacenza per 2-1. Fino alla fine della stagione saranno solo altre 4 presenze prima di non venir più utilizzato.
L'11 luglio 2016 viene acquistato in prestito dal Pordenone. Il 3 settembre 2016 esordirà per il club in una gara vinta per 2-0 in trasferta contro il Forlì, dove tra l'altro ha servito il suo primo assist. Segnerà la sua prima ed unica rete nella gara vinta in trasferta sempre per 2-0 contro il Mantova.
Il 5 gennaio 2017 verrà acquistato nuovamente in prestito, questa volta dal Siracusa. Esordirà il 21 gennaio in una gara pareggiata per 0-0 contro il Taranto. La partita dopo, segnerà la sua prima rete per il club siciliano nella gara pareggiata contro il Monopoli per 1-1. Il 25 febbraio segnerà ancora, nella gara vinta per 4-0 in trasferta contro il Matera. Le sue prestazioni avranno un incremento notevole, diventando ben presto un giocatore fondamentale dell'undici titolare. Tuttavia, metterà a segno un'altra rete nella gara successiva contro la Vibonese vinta in casa per 4-1.
Il 17 agosto 2017, Azzi passa ufficialmente in prestito al Bisceglie. Diventerà subito il titolare della squadra, esordendo nella gara vinta in trasferta per 2-0 contro la Paganese. Segnerà la sua prima rete il 7 ottobre 2017, in una gara pareggiata in trasferta per 2-2 contro l'Akragas. Dopo aver segnato un'altra rete contro il Matera il 7 novembre, la prossima rete arriverà addirittura a maggio, in una gara vinta in trasferta per 4-2 contro il Racing Fondi.
Il 28 agosto 2018, Azzi viene acquistato a titolo gratuito dalla Pro Vercelli. Esordirà il 30 settembre seguente in una gara vinta per 3-2 in trasferta contro l'Albissola. Mette a segno la sua prima rete per il club di Vercelli il 16 dicembre 2018, che varrà la vittoria per 1-0 contro la Pistoiese. La sua prima stagione si concluderà con la gara disputata il 10 marzo 2019 contro la Robur Siena, dove il giocatore brasiliano sarà costretto a uscire dopo 24 minuti di gioco a causa di un infortunio al bicipite femorale. Tuttavia, totalizzerà inizialmente 27 presenze ed una rete. La sua seconda stagione inizierà subito con un successo contro la Pianese per 2-0. La prima rete della stagione 2019-2020 la segnerà proprio contro chi s'infortunò la stagione prima, ovvero, la Robur Siena, in una gara vinta fuori casa per 2-1 dalla Pro Vercelli. Anche questa sarà la prima ed unica rete della stagione, concludendo la seconda stagione con 25 presenze.
Dopo aver totalizzato complessivamente 54 presenze e 4 reti con la Pro Vercelli, l'11 luglio 2020 è passato a titolo definitivo al Seregno, militante in Serie D. Il 4 ottobre 2020 farà il suo esordio con il club in un match esterno vinto per 1-0 contro la Virtus Bergamo 1909 (fusa all'USD Ciserano nel 2019 dando vita alla Virtus Ciserano Bergamo). Timbrerà per la prima ed ultima volta il 13 dicembre 2020 in una gara casalinga vinta per 2-1 contro il Tritium. La sua esperienza non sarà del tutto brillante, totalizzando in sette mesi solo 14 presenze.
Il 1º febbraio 2021 si unirà ufficialmente al Lecco, tornando così in Serie C. Ha fatto il proprio esordio per il club il 3 febbraio 2021 in una gara pareggiata fuori casa per 0-0 contro l'Alessandria. Segna il suo primo gol con il club il 14 febbraio 2021 in una gara esterna vinta per 2-1 contro la Carrarese. Segnerà ancora due gare dopo nella vittoria per 4-0 sulla Juventus U23. Con le sue buone prestazioni riuscirà perfino a condurre la propria squadra ai play-off per la promozione in Serie B, ma il Lecco si piegherà già al primo turno perdendo per ben 4-1 in casa contro il Grosseto.
Il 3 luglio 2021, Azzi ha firmato un contratto biennale per il Modena. Ha esordito il 6 settembre nell'1-1 di campionato contro la Reggiana sostituendo Alessandro Marotta nel finale di gara. Il 31 ottobre ha messo a segno la sua prima rete per il club nei minuti di recupero nella vittoria casalinga per 2-0 contro la Carrarese. Il brasiliano alla fine ha contribuito alla promozione diretta del Modena in Serie B dopo 6 anni.
Dopo aver trascorso metà della stagione 2022-2023 come titolare regolare al Modena, il 12 gennaio 2023 Azzi ha firmato ufficialmente per il Cagliari per circa 1 milione di euro, sottoscrivendo un contratto biennale con un'opzione per il terzo. Successivamente, ha esordito due giorni dopo la firma da titolare, segnando già la prima rete per il club sardo in una gara vinta per 2-0 contro il Como. Tuttavia, le sue buone prestazioni porteranno la squadra alla promozione in Serie A dopo appena un anno di Serie B.
Inizia la stagione 2023-2024 esordendo in un match di Coppa Italia vinto per 2-1 ai tempi supplementari contro il Palermo, venendo sostituito al 58' minuto. Ha esordito in Serie A il 21 agosto 2023 venendo schierato come titolare nella gara pareggiata per 0-0 in casa del Torino. Il 2 gennaio 2024 segna il gol della bandiera nella sconfitta per 4-1 in casa del Milan negli ottavi di finale di Coppa Italia.
Dopo avere trovato spazio con Claudio Ranieri, nel 2024-2025, con l'arrivo di Davide Nicola sulla panchina dei sardi il suo spazio diminuisce, tanto che il 22 gennaio 2025 viene ceduto a titolo definitivo alla Cremonese. Il 22 febbraio segna la sua prima rete con i grigiorossi, firmando il momentaneo pareggio nella gara casalinga col Cesena, persa per 1-2. Conclude la stagione con 8 presenze e 2 reti, ottenendo la promozione in serie A dopo la vittoria dei playoff contro lo Spezia. 
L'11 agosto 2025 viene acquistato dal Monza, neoretrocesso in Serie B.

## Statistiche

### Presenze e reti nei club
Statistiche aggiornate al 22 gennaio 2025.
| Stagione            | Squadra             | Campionato          | Campionato | Campionato | Coppe nazionali | Coppe nazionali | Coppe nazionali | Coppe continentali | Coppe continentali | Coppe continentali | Altre coppe | Altre coppe | Altre coppe | Totale | Totale |
| Stagione            | Squadra             | Comp                | Pres       | Reti       | Comp            | Pres            | Reti            | Comp               | Pres               | Reti               | Comp        | Pres        | Reti        | Pres   | Reti   |
| ------------------- | ------------------- | ------------------- | ---------- | ---------- | --------------- | --------------- | --------------- | ------------------ | ------------------ | ------------------ | ----------- | ----------- | ----------- | ------ | ------ |
| 2013-2014           | Cittadella          | B                   | 4          | 1          | CI              | 0               | 0               | -                  | -                  | -                  | -           | -           | -           | 4      | 1      |
| 2015-gen. 2016      | Spezia              | B                   | 1          | 0          | CI              | 0               | 0               | -                  | -                  | -                  | -           | -           | -           | 1      | 0      |
| gen.-giu. 2016      | Pavia               | LP                  | 6          | 0          | CI+CI-LP        | 0               | 0               | -                  | -                  | -                  | -           | -           | -           | 6      | 0      |
| 2016-gen. 2017      | Pordenone           | LP                  | 6          | 1          | CI+CI-LP        | 2+1             | 0+1             | -                  | -                  | -                  | -           | -           | -           | 9      | 1      |
| gen.-giu. 2017      | Siracusa            | LP                  | 17+1       | 3          | CI-LP           | 0               | 0               | -                  | -                  | -                  | -           | -           | -           | 18     | 3      |
| 2017-2018           | Bisceglie           | C                   | 35         | 3          | CI-LP           | 2               | 1               | -                  | -                  | -                  | -           | -           | -           | 37     | 4      |
| 2018-2019           | Pro Vercelli        | C                   | 27         | 1          | CI+CI-C         | 0               | 0               | -                  | -                  | -                  | -           | -           | -           | 27     | 1      |
| 2019-2020           | Pro Vercelli        | C                   | 25         | 1          | CI+CI-C         | 2               | 2               | -                  | -                  | -                  | -           | -           | -           | 27     | 3      |
| Totale Pro Vercelli | Totale Pro Vercelli | Totale Pro Vercelli | 52         | 2          |                 | 2               | 2               |                    | -                  | -                  |             | -           | -           | 54     | 4      |
| 2020-gen. 2021      | Seregno             | D                   | 14         | 1          | -               | -               | -               | -                  | -                  | -                  | -           | -           | -           | 14     | 1      |
| gen.-giu. 2021      | Lecco               | C                   | 17+1       | 2          |                 | -               | -               | -                  | -                  | -                  | -           | -           | -           | 18     | 2      |
| 2021-2022           | Modena              | C                   | 35         | 6          | CI-C            | 2               | 1               | -                  | -                  | -                  | -           | -           | -           | 37     | 7      |
| 2022-gen. 2023      | Modena              | B                   | 15         | 0          | CI              | 2               | 0               | -                  | -                  | -                  | -           | -           | -           | 17     | 0      |
| Totale Modena       | Totale Modena       | Totale Modena       | 50         | 6          |                 | 4               | 1               |                    | -                  | -                  |             | -           | -           | 54     | 7      |
| gen.-giu. 2023      | Cagliari            | B                   | 16+5       | 2          | CI              | 0               | 0               | -                  | -                  | -                  | -           | -           | -           | 21     | 2      |
| 2023-2024           | Cagliari            | A                   | 25         | 0          | CI              | 3               | 1               | -                  | -                  | -                  | -           | -           | -           | 28     | 1      |
| 2024-gen. 2025      | Cagliari            | A                   | 6          | 0          | CI              | 3               | 0               | -                  | -                  | -                  | -           | -           | -           | 9      | 0      |
| Totale Cagliari     | Totale Cagliari     | Totale Cagliari     | 47+5       | 2          |                 | 6               | 1               |                    | -                  | -                  |             | -           | -           | 58     | 3      |
| gen.-giu. 2025      | Cremonese           | B                   | 8          | 2          | CI              | -               | -               | -                  | -                  | -                  | -           | -           | -           | 0      | 0      |
| 2025-2026           | Monza               | B                   | 0          | 0          | CI              | 0               | 0               | -                  | -                  | -                  | -           | -           | -           | 0      | 0      |
| Totale carriera     | Totale carriera     | Totale carriera     | 257+7      | 23         |                 | 17              | 6               |                    | -                  | -                  |             | -           | -           | 273    | 27     |

## Palmarès

### Club

#### Competizioni nazionali
- Serie C: 1

Modena: 2021-2022 (Girone B)
- Supercoppa Serie C: 1

Modena: 2022